# Ист Ајслип (Њујорк)
Ист Ајслип (енгл. East Islip) насељено је место без административног статуса у америчкој савезној држави Њујорк.

## Демографија
По попису из 2010. године број становника је 14.475, што је 397 (2,8%) становника више него 2000. године.
| Група             | 2000.          | 2010.          |
| Белци             | 13.142 (93,4%) | 13.053 (90,2%) |
| Афроамериканци    | 80 (0,6%)      | 149 (1,0%)     |
| Азијати           | 198 (1,4%)     | 230 (1,6%)     |
| Хиспаноамериканци | 547 (3,9%)     | 903 (6,2%)     |
| Укупно            | 14.078         | 14.475         |